# كسرى المغتصب
كسرى ويلقب بكسرى المغتصب حكم فترة 420 وهو الحاكم الساساني الثالث عشر.